# The Talk (talk show)
The Talk è stato un talk show americano che ha debuttato il 18 ottobre 2010 fino al 20 dicembre 2024 sulla CBS. Lo spettacolo è stato sviluppato e prodotto dall'attrice e conduttrice televisiva Sara Gilbert.
Nel programma, i conduttori discutono delle ultime notizie e degli eventi di attualità.

## Format

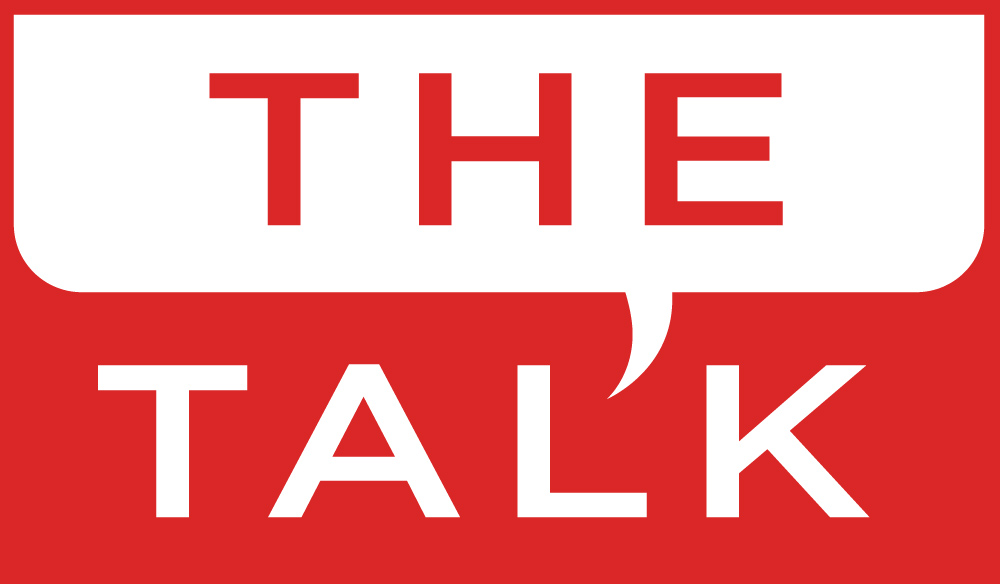
Logo 2010-2020

The Talk ha un formato simile al talk show The View, trasmesso sulla ABC. La parte di apertura del programma è chiamata "Everybody Talks" e di solito dura dai 12 ai 25 minuti. Questa parte di trasmissione è seguita da un dibattito sull'attualità, che coinvolge i cinque conduttori che discutono delle notizie. Il programma incorpora anche attivamente i social media per consentire agli spettatori di fornire le loro opinioni sulle storie. Viene usato soprattutto Twitter (usando l'hashtag #EverybodyTalks, o in alternativa l'abbreviato #EVBT). Nella quinta stagione il programma ha introdotto anche Instagram per commentare il programma.
La parte finale della trasmissione è detta "Top Talker". Dopo la striscia di programma detta "Everybody Talks", tutti e cinque i conduttori intervistano uno o più celebrità, intorno al tavolo rotondo del set. Rare volte vengono fatte esibizioni musicali.
Il programma ospita anche una parte relativa al mondo della cucina, intervistando chef stellati.